# Be the Man
Be the Man è una canzone della cantante canadese Céline Dion, registrata per il suo quinto album in studio in inglese, Let's Talk About Love (1997). Il brando scritto da David Foster e Junior Miles e prodotto dallo stesso Foster, fu pubblicato come secondo singolo promozionale in Giappone il 13 novembre 1997. Be the Man è stata inserita anche nella colonna sonora del film televisivo giapponese Eve - Santa Claus Dreaming. La canzone è stata registrata sia inglese sia in giapponese.

## Contenuti, successo commerciale e pubblicazioni
Il brano fu distribuito solo in Giappone e fu pubblicato su un CD singolo contenente oltre alla versione originale anche una versione giapponese e una versione karaoke. Per il singolo non fu realizzato nessun videoclip musicale per la sua promozione.
Be the Man raggiunse la posizione numero 24 della Oricon Singles Chart e fu certificato disco di platino dopo aver venduto 250 000 copie.
La canzone fu pubblicata nell'edizione Europea/Australiana/Asiatica di Let's Talk About Love e fu inserita anche come traccia lato B del singolo The Reason, pubblicato contemporaneamente in Europa.
Be the Man fu registrata in due versioni, una in lingua inglese e l'altra in lingua giapponese. La prima versione è stata inclusa nelle edizioni asiatica e giapponese del greatest hits pubblicato nel 1999 dalla Dion, All the Way... A Decade of Song e nella raccolta Complete Best, pubblicata solo in Giappone nel 2008. La seconda versione, ovvero quella giapponese, di Be the Man fu disponibile in tutto il mondo nella compilation The Collector's Series, Volume One, pubblicata da Céline nel 2000.

## Formati e tracce
CD Singolo Promo (Giappone) (Epic: QDCA 93153)
1. Be the Man – 4:39 (David Foster, Junior Miles)

CD Mini Singolo (Giappone) (Epic/Sony Records: ESDA 7176)
1. Be the Man – 4:41 (Foster, Miles)
2. Be the Man (Japanese Version) – 4:42 (Foster, Miles)
3. Be the Man (Karaoke Version) – 4:41 (Foster, Miles)

## Classifiche
| Classifica (1997)               | Posizione massima raggiunta |
| ------------------------------- | --------------------------- |
| Giappone (Oricon Singles Chart) | 24                          |

## Crediti e personale
Registrazione
- Registrato ai Chartmaker Studios di Malibu (CA), The Hit Factory di New York City (NY), Ocean Way Recording di Hollywood (CA)
- Mixato ai Record Plant di Los Angeles (CA)

Personale
- Arrangiato da - David Foster
- Arrangiamento archi - Chris Boardman, David Foster
- Batteria - John Robinson
- Chitarra acustica - Dean Parks
- Chitarra elettrica - Michael Thompson
- Cori - Sue Ann Carwell, Kuk Harrell
- Ingegnere del suono (voce solista per la versione giapponese) - Humberto Gatica, Kenji Nakai
- Mixato (assistente) - Chris Brooke
- Musica di - David Foster, Junior Miles
- Produttore - David Foster
- Programmazione sintetizzatore - Felipe Elgueta
- Registrato da - Felipe Elgueta, Humberto Gatica, David Reitzas, Barry Rudolph
- Tastiere - David Foster
- Testi di - David Foster, Junior Miles